# Чорни, Тэйлор
Тэйлор Чорни (англ. Taylor Chorney; 27 апреля 1987; Тандер-Бей, Онтарио, Канада) — американский хоккеист канадского происхождения, защитник клуба «Лугано».

## Карьера игрока

### Ранние годы
Тэйлор родился в Тандер-Бей, Канада, но вырос в Гастингсе, штат Миннесота, США. После школы Чорни играл в хоккей за Университет Северной Дакоты в Западной хоккейной ассоциации колледжей (WCHA).

### Профессиональная карьера
Чорни был выбран клубом «Эдмонтон Ойлерз» на драфте НХЛ 2005 года во втором раунде под общим 36-м номером. В июле 2008 года игрок подписал с клубом трехлетний контракт.
Сезон 2008-09 защитник провел в АХЛ в фарм-клубе «Спрингфилд Фэлконс». Дебют в НХЛ состоялся 10 апреля 2009 года в игре против «Калгари Флэймз».
Счет своим очкам в НХЛ хоккеист открыл 12 октября в своей первой игре сезона 2009-10 в матче с «Нэшвилл Предаторз», отдав пас Заку Стортини. В том сезоне Тэйлор провел за «Ойлерз» 42 игры и набрал 3 очка.
Большую часть сезона Чорни провел в АХЛ в фарм-клубе «Оклахома-Сити Баронс», где набрал 16 (3+13) очков.
15 февраля 2011 года Тэйлор забросил свою первую шайбу в НХЛ в ворота «Даллас Старз». В июле 2011 года «Ойлерз» продлили контракт с хоккеистом ещё на один год.
10 октября 2011 года Чорни был выставлен канадским клубом на драфт отказов, откуда его забрали «Сент-Луис Блюз». После двух игр в составе «Блюз» 10 ноября Тэйлор снова оказался на драфте отказов, и вновь оказался востребован «Эдмонтон Ойлерз». Остаток сезона хоккеист отыграл в АХЛ, где набрал 24 (6+18) очков.
Став свободным агентом по окончании сезона, 1 июля 2012 года Чорни заключил однолетний контракт с «Сент-Луис Блюз». Затем контракт с защитником был продлен до конца сезона 2013-14. Оба сезона Тэйлор играл в АХЛ за «Пеория Ривермен» и «Чикаго Вулвз».
1 июля 2014 года хоккеист перешёл в свой третий по счету клуб НХЛ, подписав однолетний контракт с «Питтсбург Пингвинз». Большую часть сезона 2014-15 он отыграл за фарм-клуб «Уилкс-Барре/Скрэнтон Пингвинз» в АХЛ, однако также вызывался в «Пингвинз» на 7 матчей регулярки НХЛ и 5 игр плей-офф.
1 июля 2015 года в статусе свободного агента Чорни подписал контракт на один год с «Вашингтон Кэпиталз» на сумму $ 700 тыс.
В феврале 2016 года клуб продлил соглашение с игроком на два года на сумму $ 1,6 млн.

### Международная карьера
Победитель чемпионата мира 2005 года среди юниоров в составе юниорской сборной США.
В составе сборной США Тэйлор принимал участие в молодежном чемпионате 2006 года, а на турнире следующего, 2007 года, он выходил на лед в качестве капитана и завоевал с командой бронзу.